# Cnidoscolus maculatus
Cnidoscolus maculatus là một loài thực vật có hoa trong họ Đại kích. Loài này được (Brandegee) Pax & K.Hoffm. mô tả khoa học đầu tiên năm 1924.